# Ixora ysabellae
Ixora ysabellae är en måreväxtart som beskrevs av Cornelis Eliza Bertus Bremekamp. Ixora ysabellae ingår i släktet Ixora och familjen måreväxter. Inga underarter finns listade i Catalogue of Life.